# Allerseebrücke
Die Allerseebrücke ist eine Brücke in Wolfsburg. Sie verbindet den Nordosten des Stadtteils Heßlingen mit dem nördlich gelegenen Allerpark und dem Allersee. Die Brücke ist nur für Fußgänger und Radfahrer zugelassen.
Die Allerseebrücke wurde 1998 fertiggestellt. Die Brücke hat eine Länge von ca. 120 Metern und überquert sowohl den Mittellandkanal als auch die Schnellfahrstrecke Hannover–Berlin und hat eine Stahl-Fachwerkkonstruktion. 2012 bekam sie den Namen Allerseebrücke. Vorher wurde sie wahlweise Kanalbrücke oder Schlachthof-Brücke genannt, weil früher sich der Wolfsburger Schlachthof in der Nähe befand. Das Nordende der Brücke ist rund 100 Meter vom Allersee entfernt.
Die Brückte trägt die Nummer 440.